# أحمد أباد (هشترود)
أحمد أباد هي قرية في مقاطعة هشترود، إيران. يقدر عدد سكانها بـ 88 نسمة بحسب إحصاء 2016.